# Erald Dika

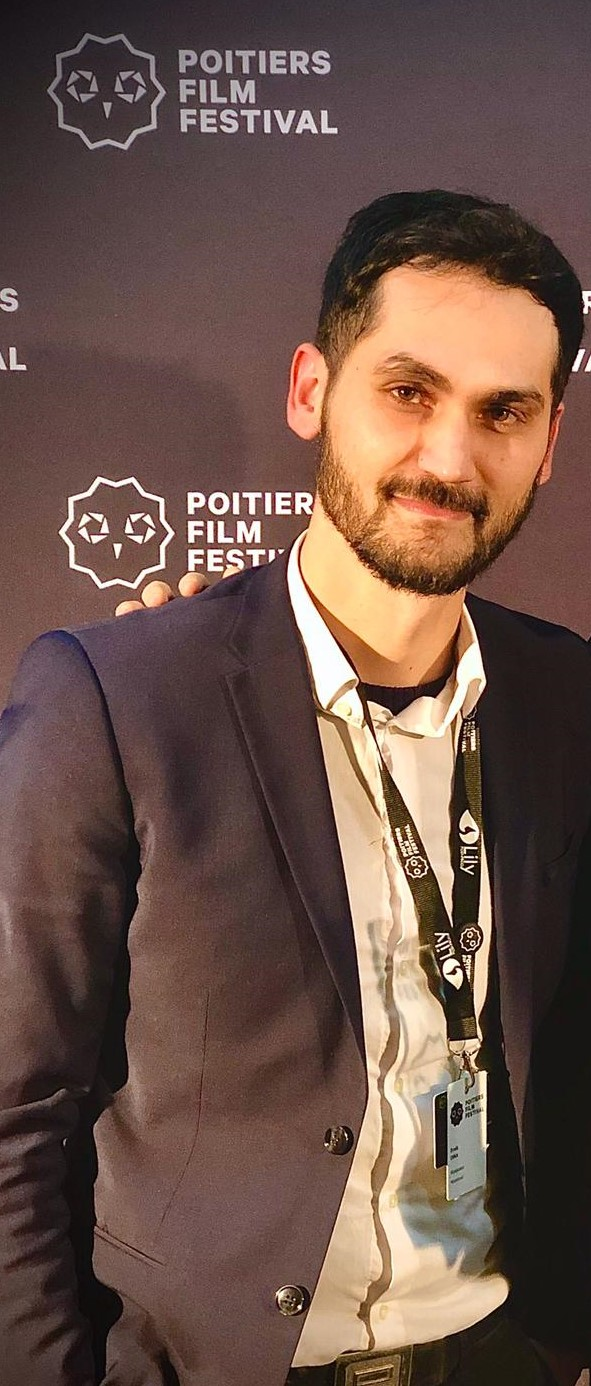
Poitiers Film Festival (2019)

Erald Dika (* 3. Juli 1988 in Elbasan) ist ein albanischer Regisseur, Drehbuchautor und Filmeditor. Er lebt in Italien.

## Leben
Dika studierte Semiotik an der Universität La Sapienza. Er setzte sein Studium in Bozen an der ZeLIG – Schule für Dokumentarfilm, Fernsehen und Neue Medien fort und schloss sein Regie- und Schnittstudium ab.

## Filmographie

### Direktor

#### Kurzfilme
- Roads – Dokumentarfilm (2018)[1]
- Cinquanta primavere – Il Coro Monti Pallidi si racconta – Dokumentarfilm (2019)

#### Filme
- Neverland – Dokumentarfilm (2019)[2]

### Editor

#### Kurzfilme
- Con i piedi sulle nuvole, Regie Vladimir Doda (2017)[3]
- Borgo Marino, Regie Antonio Di Biase – Dokumentarfilm (2017)[4]
- Roads, Regie Erald Dika – Dokumentarfilm (2018)
- Cinquanta primavere – Il Coro Monti Pallidi si racconta, Regie Erald Dika – Dokumentarfilm (2019)

#### Filme
- Neverland – Dokumentarfilm (2019)

## Auszeichnungen
Poitiers Film Festival
- 2019 – Grand Jury Prize Neverland[5]

First Steps Award
- 2020 – Bester Dokumentarfilm bei Neverland[6]